# Vorwärts-Kontamination
Vorwärts-Kontamination (engl. forward contamination) ist der Vorgang, wenn irdische Lebensformen auf andere Himmelskörper gelangen und diese kontaminieren. Der Begriff Kontamination bedeutet „Verunreinigung“, etwa durch Mikroorganismen. Das Gegenstück zur Vorwärts-Kontamination wird als Rückwärts-Kontamination (engl. reverse/back contamination) bezeichnet.
Der Weltraumvertrag aus dem Jahr 1967 erwähnt in Artikel IX die planetare Kontamination und formuliert entsprechende Anforderungen an die Raumfahrt betreibenden Vertragsparteien.
Um Vorwärts-Kontamination zu verhindern, werden bei Raumfahrtprogrammen große Anstrengungen bezüglich der Sterilisation unternommen. Der Überbegriff hierfür ist Planetary Protection.

## Kontamination des Mondes

### Surveyor 3

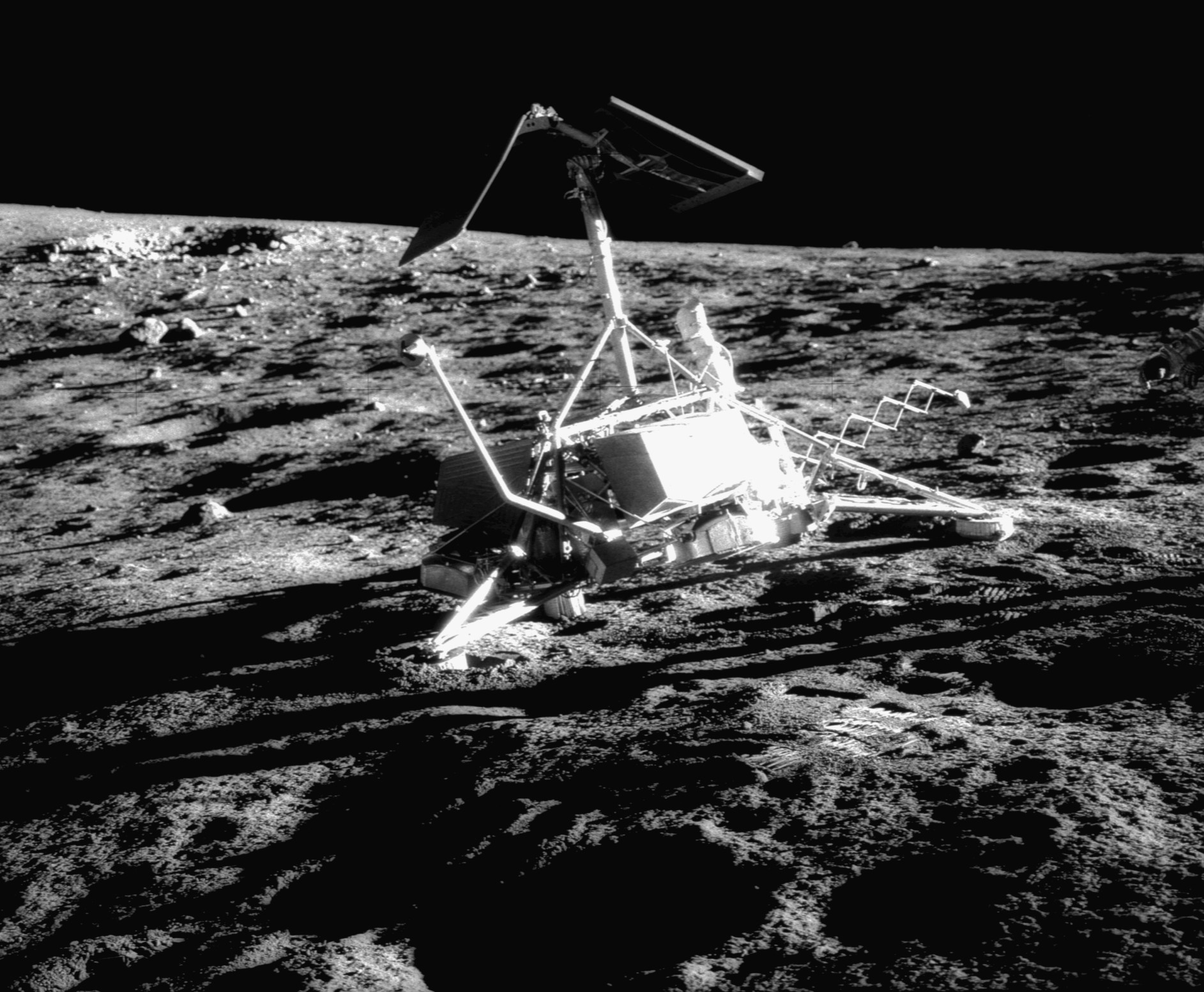
Surveyor 3 auf dem Mond

Mit der US-amerikanischen Sonde Surveyor 3 gelangten im Jahr 1967 irdische Mikroben auf den Mond und durch eine Bergungsaktion im Rahmen der Apollo 12-Mission womöglich lebensfähig wieder zurück. Dies konnte allerdings nicht abschließend geklärt werden. Falls es der Fall ist, hätten die Mikroben 31 Monate die harte kosmische Strahlung und Temperaturzyklen zwischen −160 und +70 °C ausgehalten.
Es handelte sich um die α-hämolysierenden Bakterien Streptokokken mitis, die regelmäßig im Rachenraum vorkommen und bekannt dafür sind, vakuum-trocken sehr robust zu sein. Entdeckt wurden sie in nur einer von vielen Proben aus dem Innern der Surveyor-Kamera unter Bedingungen, die selbst nach dem damaligen Stand der Reinraumtechnik unzureichend waren. So trugen die Forscher, die die Proben auswerteten, zwar Handschuhe, aber beispielsweise nur kurzarmige Hemden, die zudem nicht bis unter die Vorderkante der Laminar-flow box reichten. Eine Eigenkontamination (also eine Kontamination der Probe durch die Personen, die diese untersuchten) war also durchaus möglich.
Eine Kontamination der Kamera vor dem Start war leicht möglich, denn die Vorsichtsmaßnahmen für Mondmissionen waren gelockert worden, weil mit den bis dahin erlangten Kenntnissen klar war, dass eine Kontamination unter lunaren Bedingungen lokal begrenzt bleiben würde. Für einen Aufenthalt der Mikroben auf dem Mond spricht, dass sie im Nährmedium erst nach einigen Tagen begannen, sich normal zu vermehren. Gegen Kontamination spricht, dass keine anderen Spezies gefunden wurden.
Nach diesem Befund wurden die Hygienestandards für Missionen zu weniger lebensfeindlichen Himmelskörpern deutlich angehoben.

### Beresheet
Das israelische Mondlandegerät Beresheet ist nach einem zunächst planmäßigen Flug am 11. April 2019 auf dem Mond abgestürzt. An Bord befanden sich menschliche DNS-Proben und einige tausend getrocknete Bärtierchen. Da die Bärtierchen ohne Sauerstoff auskommen und sich nach dem Aufwärmen aus dem tiefgekühlten Zustand wieder zum Leben erwecken lassen, wurden sie für diese Mondmission ausgewählt. „Wie totes Material können sie jahrelang im ausgetrockneten Zustand überdauern. Auch den Absturz auf dem Mond dürften sie überstanden haben“, versicherte Nova Spivack dem US-Magazin Wired. Nova Spivack ist Leiter der Stiftung „Arch Mission“.